# Big Top Pee-wee
Big Top Pee-wee (bra: Pee-wee - Meu Filme Circense) é um filme americano de comédia de 1988, estrelado pelo famoso personagem "Pee-wee Herman", interpretado pelo ator Paul Reubens.
A trilha sonora do filme foi composta por Danny Elfman (que também compôs as músicas originais do primeiro filme, mas não pode usá-las novamente devido a troca de estúdio).

## Sinopse
Pee-wee:
Eu moro em uma fazenda, onde sirvo panquecas no café da manhã para os animais e trabalho em experimentos botânicos supersecretos com meu porquinho de estimação, o Vance. Um dia, uma tempestade traz um circo para a minha fazenda! Eles têm animais selvagens e outras coisas muito bacanas - principalmente a trapezista Gina. Ela é a garota mais bonita que já vi na minha vida! É também a garota mais bonita que já beijei na vida! É por isso que a minha noiva, Winnie, fica tão brava. Cá entre nós, um tórrido triângulo amoroso é um prato cheio para qualquer um! No final, tudo acaba bem, e eu até mesmo me torno atração de circo! Serragem, brilho e emoção. Espero que se divirtam...com o meu próprio Filme Circense!

## Elenco
- Paul Reubens como Pee-wee Herman, um agricultor e cientista excêntrico e infantil que vive em uma fazenda nos arredores de uma pequena cidade rural.
- Kris Kristofferson como Mace Montana, o proprietário, operador e mestre de cerimônias do Circo Cabrini, que vai parar na fazenda de Pee-wee após uma enorme tempestade.
- Susan Tyrrell como Midge Montana, a esposa extremamente pequena de Mace, que muitas vezes lidera os membros do circo quando o marido não está por perto.
- Valeria Golino como Gina Piccolapupula, uma trapezista do circo de Montana, por quem Pee-wee se apaixona.
- Penelope Ann Miller como Winnie Johnson, professora e ex-noiva de Pee-wee.
- Wayne White como a voz de Vance, o porco falante de Pee-wee.
- Albert Henderson como o Sr. Ryan, dono de uma loja para idosos.
  - Kevin B. Kaplowitz como o jovem Sr. Ryan
- Jack Murdock como Otis
  - Jeffrey R. Shaw como Otis (jovem)
- David Byrd como Deke
  - Dustin Diamond como Deke (jovem)
- Frances Bay como a Sra. Haynes
  - Savannah Prue como Sra. Haynes (jovem)
- Mary Jackson como Sra. Dill
  - Lisa M. Ball como Sra. Dill (jovem)
- Leo Gordon como Joe, o ferreiro local.
- Anne Seymour como Pearl

Marie Hawkins Pearl (jovem)
- Kenneth Tobey como Xerife

Shea Joachim como Xerife (jovem)
- Jay Robinson como Cozinheiro
- Eve Smith como Bunny, uma garçonete idosa.
- Andrew Shalat como Paolo Piccolapupula, membro acrobata dos Irmãos Piccolapupula e um dos irmãos de Gina.
- Mihaly 'Michu' Meszaros como Andy, o anão
- Franco Columbu como Otto, o homem forte
- Terrence Mann como Snowball, um palhaço de circo
- Vance Colvig como Clownie, um palhaço de circo
- Matthias Hues como Oscar, o domador de leões.
- Benicio del Toro como Duke, o menino com cara de cachorro.
- Kevin Peter Hall como Big John, o homem alto.
- Lynne Marie Stewart como Zelda, a senhora barbada.
- John Sherrod como Del, o homem-bala.
- Joey Arias como Shim, o metade homem, metade mulher.
- Helen Infield Siff como Ruth, metade das gêmeas siameses.
- Carol Infield Sender como Dot, a outra metade das gêmeas siameses.
- Bunny Summers como Ruby, a figurinista do circo.
- Stephanie Hodge como Judy, a sereia do circo.
- April Tatro como Trisha, uma contorcionista que trabalha como o "pretzel humano".
- Carla Drake como Comedora de Fogo
- Joe Gibb como Palhaço de Roustabout
- Randal Kleiser faz uma participação não creditado como um vendedor de pipoca.

## Produção
Os locais de filmagem do filme incluíam o Disney's Golden Oak Ranch, em Newhall, Califórnia e o auditório da Hart High School. Este foi o primeiro filme de Randal  Kleiser para a Paramount desde Grease, em 1978.